# Lothar Freischlader
Lothar Freischlader (* 30. Mai 1960 in Mainz) ist ein deutscher Diplomat. Er war von 2020 bis 2023 deutscher Botschafter in Mosambik und von 2023 bis 2025 deutscher Botschafter in Katar.

## Leben
Nach dem Abitur am Gymnasium am Kurfürstlichen Schloss in Mainz studierte Lothar Freischlader von 1980 bis 1986 Mittlere und Neuere Geschichte sowie Politik- und Rechtswissenschaft (Öffentl. Recht) an den Universitäten Mainz, Dijon und Haifa.
Lothar Freischlader ist verheiratet und hat drei Kinder.

## Laufbahn
Im Mai 1987 trat er in den Auswärtigen Dienst ein und absolvierte zunächst die Diplomatenausbildung. Seine erste Verwendung führte ihn 1989 als Referent für Presse und Politik an die Botschaft Riad. Von dort wurde er Anfang 1991 als kommissarischer Geschäftsträger an die Botschaft Doha entsandt. Im August 1991 wechselte er als Politischer Referent an die Botschaft Washington. Ab August 1994 arbeitete er in dem Referat Mittlerer Osten im Auswärtigen Amt.
Von Juli 1997 bis August 1999 war Freischlader Geschäftsträger an der Botschaft Praia, Republik Kap Verde. Nach einer Verwendung als Wirtschaftsreferent an der Botschaft Stockholm übernahm er im April 2001 die Leitung des Referats Internationale Angelegenheiten in der Thüringer Staatskanzlei in Erfurt. Im August 2004 wechselte er an die Botschaft Paris und war dort mit politischen Angelegenheiten befasst. Am 15. November 2004 ernannte ihn der damalige französische Staatspräsident Jacques Chirac zum „Chevalier de l’ordre national du mérite“.
Von März 2006 bis August 2012 arbeitete Freischlader in Deutschland, zunächst als diplomatischer Berater beim Innenministerium und ab August 2009 als Leiter des Referats für OSZE- und Europaratsangelegenheiten im Auswärtigen Amt. Im Februar 2009 wurde ihm das Große Ehrenzeichen für Verdienste um die Republik Österreich verliehen. Von August 2012 bis Juli 2015 war er als ständiger Vertreter des Botschafters in Teheran tätig, leitete danach das Generalkonsulat in Sydney und übernahm im August 2018 die Leitung des Referats für Außen-, Sicherheits- und Entwicklungspolitik im Presse- und Informationsamt der Bundesregierung. Im November 2019 wurde er als Leiter der Abteilung Presse/Öffentlichkeitsarbeit an die Botschaft Paris entsandt und übernahm im August 2020 das Amt des Botschafters der Bundesrepublik Deutschland in Mosambik mit Sitz in Maputo. 2023 wurde er deutscher Botschaft in Doha, Katar. Er amtierte bis Juni 2025.

## Veröffentlichungen
- Lothar Freischlader: Die Orientreise Kaiser Wilhelms II. im Jahre 1898. Vorgeschichte, Verlauf und Ergebnisse. Mainz 1985 (Magisterarbeit Johannes-Gutenberg-Universität Mainz, masch.).
- Lothar Freischlader: Die Orientreise Kaiser Wilhelms II. im Jahre 1898. Vorgeschichte, Verlauf und Ergebnisse. In: Hans-Dieter Bienert, Bernd Müller-Neuhof (Hrsg.): At the crossroads. Essays on the archaeology, history and current affairs of the Middle East. German Protestant Institute of Archaeology Amman, Amman 2000, S. 181–223.
- Lothar Freischlader: Der 2. Golfkrieg aus der persönlichen Sicht eines jungen deutschen Diplomaten in Saudi-Arabien (1990/91). In: Wolfgang Elz, Sönke Neitzel (Hrsg.): Internationale Beziehungen im 19. und 20. Jahrhundert. Festschrift für Winfried Baumgart zum 65. Geburtstag. Schöningh, Paderborn 2003, S. 481–496.